# 萨阿德丁·奥斯曼尼
萨阿德丁·奥斯曼尼（阿拉伯语：‎，1956年1月16日－），摩洛哥政治人物，2017年至2021年担任摩洛哥首相。2012年至2013年曾担任摩洛哥外交部长。

## 生平
奥斯曼尼1956年生于摩洛哥阿加迪尔港附近的伊奈茲甘。1986年，他在卡萨布兰卡哈桑二世大学获得医学博士学位，1994年获得精神病学博士学位。他曾出版过多本心理学和伊斯兰教法研究著作，曾在多家杂志社和出版社担任主编。2004年，阿卜杜勒-伊拉·本·基兰退出政坛，他成为摩洛哥正义与发展党主席。他还曾在议会中担任伊奈茲甘市代表。
奥斯曼尼在2012年1月3日至2013年10月10日担任摩洛哥外交部长。2017年3月17日，他被国王穆罕默德六世任命为首相，领导多党联合政府，并在4月5日完成组阁。
由於2021年摩洛哥大選所屬以公正與發展黨為首的執政聯盟大敗失去了政權。2021年9月10日，国王穆罕默德六世任命阿齐兹·阿汉努什為新首相接任其組建新政府。